# La Citadelle de la Baltique
La Citadelle de la Baltique (titre original : The Surgeon's Mate) est un roman historique de Patrick O'Brian paru en 1980, dont l'histoire se déroule durant les guerres napoléoniennes. C'est le septième volet de la série Aubrey-Maturin rédigée par cet auteur.

## Résumé
Arrivés au Canada où l'on fête grandement la victoire de la Shannon, Jack Aubrey, Stephen Maturin et Diana Villiers repartent pour l'Angleterre, où on les attend impatiemment. Sir Joseph Blaine, le supérieur de Maturin, le félicite de sa victoire sur les services américains et français. Sophie Aubrey est soulagée par le retour de son mari, des escrocs la harcelant pour lui soutirer de l'argent depuis que Jack a signé une procuration concernant ses terres. Diana est rapidement à l'abri des soupçons qui pesaient sur elle lors de son départ pour l'Amérique, mais sa grossesse la pousse à quitter le royaume pour quelque temps. Stephen et elle profitent d'une invitation pour Maturin de la part de l'Institut de France à une conférence pour s'installer provisoirement à Paris.
Le général Aubrey ayant rejoint le parti radical, son fils n'est plus en faveur auprès de l'Amirauté. Mais Stephen apprend à Paris la mort d'un de ses compagnons catalans, que les Britanniques avaient envoyé négocier la reddition d'une garnison catalane tenant Grimsholm, une forteresse dans la mer Baltique. Revenu à Londres seul, il convainc le Premier Lord et Sir Joseph de le faire partir à son tour à bord d'un vaisseau commandé par Aubrey. Sa mission doit être facilitée par le fait qu'il soit le filleul du commandant de la forteresse ; ils reçoivent également le renfort d'un officier lituanien de l'armée suédoise, Jagiello, qui leur sert de traducteur. Dans la Baltique, l'aide de l'amiral Saumarez permet de convaincre le commandant de retirer ses troupes à bord des transports britanniques. Naviguant entre l'Øresund et le Grand Belt, le convoi, sous le commandement d'Aubrey, part vers l'Espagne, où ils doivent faire débarquer les soldats catalans. Arrivés devant les côtes de France, le sloop d'Aubrey prête main-forte à un navire anglais, le Jason, qui poursuit un vaisseau de 74 canons français, la Méduse. À la suite d'une erreur de manœuvre, le sloop se brise sur les côtes de Bretagne, entre le cap de la Chèvre et la pointe de Pen-Hir.
L'équipage est capturé par les Français, et Aubrey, Maturin et Jagiello sont ramenés à Paris pour interrogatoire poussé. Enfermés à la prison du Temple, ils doivent affronter plusieurs services secrets français, dont les soupçons concernant Maturin sont renforcées par les tentatives maladroites de Diana pour les faire libérer. Johnson, qui a tenté de les poursuivre depuis l'Amérique, témoigne de l'assassinat de deux agents français à Boston par Maturin. Se préparant à tenter une évasion, ils sont libérés par un service concurrent, aux ordres de Talleyrand, et renvoyés au Royaume-Uni à bord du HMS Œdipus, commandé par William Babbington. Ce dernier marie Stephen et Diana à bord.